# BL 16″/45 Mark I
BL 16″/45 Mark I — британское морское орудие калибра 16 дюймов (406 мм) с длиной ствола 45 калибров. BL — англ. Breech-Loading — казнозарядное орудие, 16″ — калибр в дюймах (16 дюймов или 406 мм), 45 — длина ствола в калибрах. Первоначально предназначалось для вооружения линейных крейсеров типа «G-3». Орудия были заказаны в 1921 году фирме Армстронга. Однако в результате Вашингтонской конференции 1922 года по ограничению гонки морских вооружений строительство линейных крейсеров было отменено. После незначительного изменения конструкции эти орудия были изготовлены для двух британских линкоров — «Нельсон» и «Родней». На каждом корабле было установлено три трёхорудийные башни, получившие обозначение Mark I. Все три башни находились в носовой части линкора и назывались литерами «A», «B» и «X».
Орудия 16″/45 Mark I — единственные британские казнозарядные орудия калибра 406 мм, состоявшие на вооружении. Эти орудия стали последними британскими орудиями, изготовленными со скреплёнными проволокой стволами. Многие специалисты оценивали эти орудия как не очень удачные, поскольку в сравнении с 15-дюймовыми орудиями Mark I эти орудия обладали ненамного большей бронепробиваемостью при худших параметрах скорострельности, надёжности, точности стрельбы и живучести ствола.

## История разработки
После окончания Первой мировой войны британские специалисты начали разрабатывать облик нового поколения линейных крейсеров и линкоров. В качестве основного вооружения для этих кораблей рассматривались орудия калибром 381, 406, 420 и 457 мм. В это время для ВМС США и Японии строились линкоры и линейные крейсера с 406-мм артиллерией, и поступали данные о разработке проектов новых капитальных кораблей с 457-мм орудиями. Британцы проработали ряд вариантов линейных крейсеров с вооружением из 381-мм, 420-мм и 457-мм орудий. 381-мм орудия считались недостаточно мощными. Из 457-мм вариантов в приемлемое водоизмещение укладывался только вариант «H3» с установкой шести орудий в двух трёхорудийных башнях. Уменьшение количества орудий усложняло управление огнём и снижало возможности ведения огня по всем направлениям. Поэтому в дальнейшую работу пошёл вариант «G3» с вооружением из девяти 420-мм орудий. Но этот калибр не очень нравился британским адмиралам, да и по весу не слишком подходил. В конечном счёте для новых линейных крейсеров, впервые в истории Королевского флота, был выбран калибр 406 мм. Для вооружения линкоров типа «№ 3», работы над которыми шли параллельно, выбрали калибр 457 мм. На обоих проектах использовалось размещение орудий в трёхорудийных башнях. Это решение было вызвано желанием уменьшить общий вес башен орудий главного калибра.
После войны среди специалистов разгорелись жаркие дискуссии о выборе необходимых начальной скорости и массы снаряда. Традиционно в английском флоте использовался относительно тяжёлый снаряд с невысокой начальной скоростью. В немецком флоте придерживались концепции лёгкого снаряда с высокой начальной скоростью. Для завершения этих споров было решено провести ряд тестов. Испытания проводились стрельбами из 343-мм орудия снарядами массой 567 и 635 кг. Опыты проводились при одинаковой скорости попадания и показали, что тяжёлый снаряд лучше пробивает броню при косом попадании. Однако если лёгкий снаряд проникал сквозь броневую плиту целым, то у тяжёлого 635-кг снаряда был обнаружен ряд недостатков. При пробивании плиты под определёнными углами тяжёлый снаряд мог отклоняться от траектории из-за большой массы. Также при попадании более длинного снаряда возникало сотрясение его корпуса, часто приводившее к разрушению снаряда. В результате снаряд проникал за броневую плиту в повреждённом состоянии, что снижало его заброневое воздействие.
Также были проведены стрельбы 381-мм снарядом по плите толщиной 305 мм с углом отклонения от перпендикуляра 20°. Только два снаряда проникли за броню не разрушившись. При стрельбе по крыше орудийной башни толщиной 127 и 152 мм при углах встречи вплоть до 60° снаряд рикошетил, при этом проламывая броню, после чего часть осколков попадала внутрь. Угол встречи в 60° соответствовал дальности стрельбы в 22,8 км. Был сделан вывод, что вплоть до этой дистанции 381-мм снаряд не пробьёт крышу толщиной 178 мм. По результатам этих испытаний начальником управления морских вооружений (англ. Director of Naval Ordnance) Ральфом Круком были выданы рекомендации по использованию более лёгкого снаряда с высокой начальной скоростью. Он считал, что такой снаряд на малых дистанциях обладает лучшей бронепробиваемостью за счёт большей скорости, а на больших дистанциях — за счёт большего угла встречи с горизонтальной бронёй. В сентябре — октябре 1921 года для окончательной проверки этих предположений были проведены опыты с лёгким и тяжёлым 381-мм снарядом. Данные о результатах этих испытаний отсутствуют, но, скорее всего, они подтвердили предположения начальника управления морских вооружений, так как для новых 406-мм орудий была принята комбинация «высокая скорость и лёгкий снаряд». Опыт дальнейшей эксплуатации орудий, созданных по данному принципу, показал ошибочность этого решения.
Разработка орудий и башен для них велась в течение 1921 года фирмой Армстронга в Элсвике. Был выдан заказ на первые 18 орудий. В результате вашингтонского соглашения 18 ноября 1922 года заказ на линейные крейсера типа «G-3» был отменён. Работы по производству орудий были приостановлены. Однако по результатам того же соглашения Великобритания получила право построить два линкора с орудиями калибра до 406 мм и стандартным водоизмещением до 35 000 тонн. Для новых линкоров было решено использовать башни и орудия, ранее заказанные для «G-3».

## 16-дюймовое орудие Mark I

Типовая конструкция британского крупнокалиберного орудия на примере 381-мм орудия Mk I:
1 — рамка затвора; 2 — казённик; 3 — кожух ствола; 4 — проволочная намотка; 5 — лейнер; 6 — труба A; 7 — внешняя труба B; 8 — стопорное кольцо; 9 — поршневое гнездо; 10 — муфта; 11 — зарядная камора; 12 — начало нарезки; 13 — кольца для установки в люльку

Орудие состояло из конического лейнера с двумя поясками в задней части на расстоянии 14 081,8 мм (554,4 дюйма) от дульного среза, трубы «A», по всей длине укреплённой намоткой проволоки, трубы «B», кожуха и затворного кольца. Поршневое гнездо крепилось в трубе «А» и стопорило лейнер. Орудие оснащалось поршневым затвором системы Велина (англ. Welin breech block), приводимым в действие гидравлическим механизмом Асбури (англ. hydraulic Asbury mechanism). Вес затвора с приводом составлял около двух английских тонн (2032 кг).
Ствол орудия — нарезной, изготовленный по технологии крепления проволокой. На один ствол наматывалось около 250 км проволоки. Недостатками этой технологии являлись малая продольная прочность, вибрации при выстреле и бо́льшая масса по сравнению со стволами, скреплёнными цилиндрами.
Орудие было рассчитано для выстрела 929-кг снарядом со скоростью 828 м/с. Первое орудие поступило на испытания 15 марта 1926 года. Сразу же были выявлены проблемы, связанные с комбинацией «лёгкий снаряд/высокая скорость». С рабочим зарядом весом 238 кг орудие придавало снаряду расчётную скорость 929 м/с, однако после каждого выстрела скорость падала на 0,52 м/с, что говорило о сильном износе канала ствола. При стрельбе полными зарядами расчётная живучесть ствола должна была составить 180 выстрелов. Износ также приводил к неточностям при стрельбе. Свою роль сыграло и принятое в английском флоте большое удлинение головки снаряда. Оно способствовало уменьшению падения скорости снаряда в процессе полёта, однако в комбинации с лёгким снарядом такое решение привело к повышенной вибрации короткого корпуса снаряда при его движении по каналу ствола.
С целью снижения этого недостатка была изменена форма зарядной каморы и уменьшен её объём — с 573 548,6 см³ до 491 613 см³, а масса заряда уменьшена с 238 до 231 кг. Позже была разработана новая модификация нарезки ствола (получившая обозначение «нарезка второй модификации» — англ. Mark II rifling), внедрение которой позволило уменьшить износ ствола. Также была изменена форма ведущих поясков снаряда. Все эти меры увеличили живучесть ствола до 200—250 выстрелов и уменьшили снижение падения начальной скорости при каждом последующем выстреле до 0,35 м/с. Однако даже ценой падения начальной скорости снаряда не удалось добиться показателей точности и эффективности, сравнимых с более старым 381-мм орудием Mark 1.
Всего было изготовлено 29 орудий. Орудия № 1—10 были произведены фирмой Армстронга, № 11—18 фирмой Виккерса в Глазго, № 19—23 фирмой William Beardmore & Company (англ. William Beardmore & Company) в Глазго и № 24—29 — Королевским арсеналом в Вуличе.
При вводе в строй все орудия линкоров «Родней» и «Нельсон» имели нарезку «Mk 1». Изменение модификации нарезов с «Mk 1» на «Mk 2» производилось в ходе эксплуатации при замене лейнера. На линкоре «Нельсон» изменение нарезки орудий башен «B» и «X» было произведено в мае 1944 года, а башни «A» — только в марте 1945 года. На линкоре «Родней» два орудия башни «B» получили нарезку в декабре 1937 года, а орудия башни «A» получили новую нарезку в феврале 1942 года. Орудия башни «X» до конца эксплуатации имели нарезку типа «Mk 1».
| Характеристики                                                          | Орудие с нарезами Mk 1                                                                                    | Орудие с нарезами Mk 2                                                                                    |
| ----------------------------------------------------------------------- | --- | --- |
| Масса ствола с замком                                                   | 109,7 т (108 длинных тонн)                                                                                | 109,7 т (108 длинных тонн)                                                                                |
| Масса ствола без замка                                                  | 107,7 т (106 длинных тонн)                                                                                | 107,7 т (106 длинных тонн)                                                                                |
| Длина орудия                                                            | 18,852 м (742,2 дюйма)                                                                                    | 18,852 м (742,2 дюйма)                                                                                    |
| Длина канала ствола                                                     | 18,288 м (720 дюймов)                                                                                     | 18,288 м (720 дюймов)                                                                                     |
| Длина нарезов                                                           | 14,909 м (586,96 дюйма)                                                                                   | 14,959 м (588,95 дюйма)                                                                                   |
| Шаг нарезки                                                             | длина хода нарезов 30 калибров                                                                            | длина хода нарезов 30 калибров                                                                            |
| Нарезы                                                                  | 80 нарезов глубиной 3,43 × 9,577 мм (0,135 × 0,377 дюйма)                                                 | 96 нарезов глубиной 3,15 × 8,865 мм (0,124 × 0,349 дюйма)                                                 |
| Ширина поля нарезов                                                     | 6,380 мм (0,2512 дюйма)                                                                                   | 4,432 мм (0,1745 дюйма)                                                                                   |
| Объём зарядной камеры                                                   | 573,55 дм³ (35 000 дюймов³)                                                                               | 491,61 дм³ (30 000 дюймов³)                                                                               |
| Скорострельность                                                        | 1,5 выстрела в минуту (первые четыре выстрела — один выстрел в 40 секунд, затем один выстрел в 45 секунд) | 1,5 выстрела в минуту (первые четыре выстрела — один выстрел в 40 секунд, затем один выстрел в 45 секунд) |
| Начальная скорость 929-кг снаряда (заряд SC280 массой 224,5 кг)         | 788 м/с                                                                                                   | 797 м/с                                                                                                   |
| Максимальная дальность стрельбы (40°, бронебойный снаряд массой 929 кг) | 35 745 м                                                                                                  | 36 345 м                                                                                                  |

## Трёхорудийная башня Mark I

### Конструкция башни

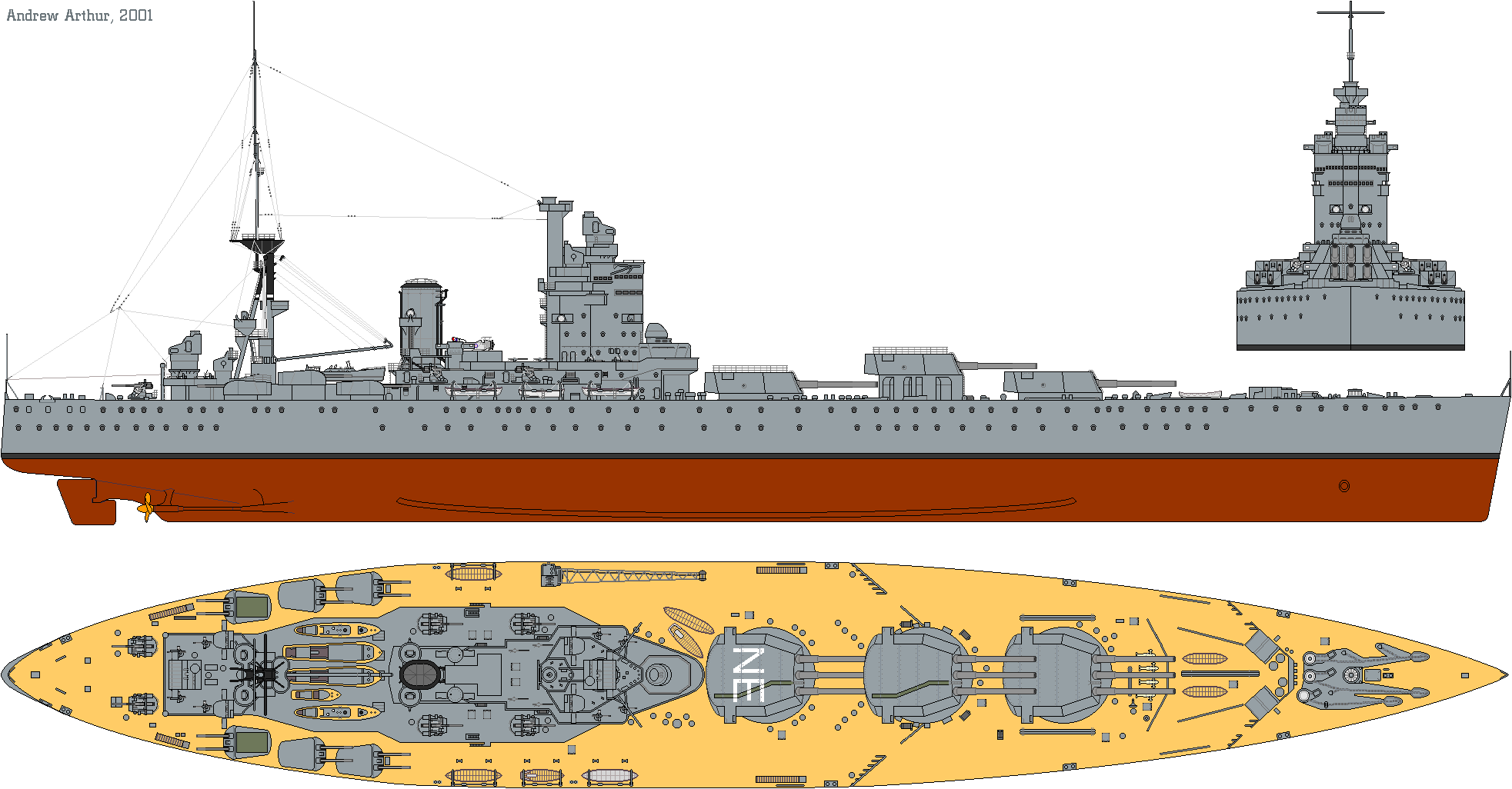
Линкор «Нельсон», 1931 год

До Первой мировой войны башни крупного калибра в английском флоте были двухорудийными, и в силу этого опыт разработки трёхорудийных башен практически отсутствовал. При работе над конструкцией трёхорудийной установки британцы столкнулись со множеством проблем компоновки башни, её развесовки и габаритов, удобства обслуживания различных механизмов и, в особенности, механизмов заряжания среднего орудия.
Снаряды и заряды в трёхорудийной установке подавались при помощи толчкового механизма в вертикальном положении, в отличие от принятой ранее горизонтальной подачи. Большое внимание было уделено защите башни и боезапаса от пожаров и взрывов, которые стали причиной гибели трёх английских линейных крейсеров в Ютландском сражении. Для защиты подбашенных помещений от форса пламени было применено большое количество пламенепроницаемых люков и проёмов в коммуникациях подачи боезапаса. Подъёмник кордитного пороха в верхней и нижней части имел пламенепроницаемые затворы против форса пламени и взрывные клапаны по бокам устройств подачи. В результате этих мер остались только два опасных для кордитных зарядов места: в перегрузочном отделении между погребами и подъёмниками и непосредственно возле орудия.
Зарядные погреба имели проёмы-шлюзы квадратной формы размером 457×457 мм и защиту из лёгких стальных плит. Шлюзы были водонепроницаемы и имели защиту от проникновения форса пламени внутрь. Ещё в 1919 году было решено отказаться от взрывных клапанов в погребах, так как считалось, что они не защищены от прорыва форса пламени внутрь.
В гидравлической системе башни было использовано масло вместо применявшейся ранее воды, что позволило использовать стальные трубы вместо медных. Это облегчило и удешевило конструкцию, однако привело к более частым протечкам. Давление в системе создавалось насосом с приводом от 750-сильного парового двигателя. Каждая башня имела также резервный насос, расположенный в её неподвижной части.
| Характеристики башни Mk 1                 | Характеристики башни Mk 1    |
| Характеристика                            | Значение                     |
| ----------------------------------------- | ---------------------------- |
| Вес вращающейся части, т                  | 1487—1507                    |
| Диаметр по роликовому погону              | 10,06                        |
| Внутренний диаметр барбета                | 11,43                        |
| Расстояние между осями орудий, м          | 2,489                        |
| Откат, см                                 | 113                          |
| Максимальная скорость подъёма орудия, °/с | 10                           |
| максимальная скорость поворота башни, °/с | 4                            |
| Угол подъёма ствола                       |                              |
| максимум                                  | 40°                          |
| минимум                                   | −3°                          |
| угол заряжания                            | 3°                           |
| углы поворота башни                       |                              |
| башня A                                   | ±150°                        |
| башня B                                   | ±160°                        |
| башня X                                   | от 60 до 120° на каждый борт |
| Броня, мм                                 |                              |
| лоб                                       | 398                          |
| борт                                      | 274—224                      |
| задняя часть                              | 224                          |
| крыша                                     | 180                          |

Штат башни по расписанию военного времени состоял из 89 человек для башен «A» и «X» и 101 человека для башни «B». Увеличение штата башни «B» связано с тем, что в ней, в отличие от крайних башен с подачей снарядов и зарядов из погребов в башню только с одной стороны, такая подача осуществлялась с двух сторон.
| Штат башни Mk 1, человек         | Штат башни Mk 1, человек | Штат башни Mk 1, человек |
| Отделение                        | Башни «A» и «X»          | Башня «B»                |
| -------------------------------- | ------------------------ | ------------------------ |
| Боевое отделение                 | 23                       | 23                       |
| Перегрузочное отделение кордита  | 16                       | 16                       |
| Перегрузочное отделение снарядов | 12                       | 12                       |
| Зарядный погреб                  | 19                       | 25                       |
| Снарядный погреб                 | 19                       | 25                       |
| ИТОГО                            | 89                       | 101                      |

### Основные изменения по сравнению с первоначальным проектом башен G3
Новые линкоры строились с жёсткими ограничениями по водоизмещению, поэтому на первый план выходила задача экономии веса. В проект 406-мм орудий и башен был внесён ряд изменений, призванных облегчить конструкцию. В первую очередь была уменьшена толщина броневых плит:
| Параметры бронирования   | башни по проекту для G-3 | башни линкора «Нельсон»          |
| ------------------------ | ------------------------ | -------------------------------- |
| лобовая плита, мм        | 431,7                    | 406                              |
| боковая плита, мм        | 330                      | 280                              |
| крыша, мм                | 203                      | 184                              |
| вес вращающейся части, т | 1830—1900 тонн           | 1503,7 тонны (1480 длинных тонн) |

Также был предпринят ряд других мероприятий, связанных как с уменьшением веса, так и с повышением требований взрывобезопасности:
- В гидравлических системах вместо воды (традиционное решение для Королевского флота) было использовано масло. Это позволило использовать стальные трубы вместо тяжёлых и дорогих медных, но эксплуатационные характеристики ухудшились (протечки стали случаться чаще).
- Индивидуальные снарядные тележки для каждого орудия были заменены единой для всех трёх орудий. Это привело к тому, что орудия могли заряжаться только одновременно. Так как среднее орудие на практике стреляло отдельно от боковых, это привело к замедлению цикла зарядки.
- Тележки для кордита были заменены на бункеры, что привело к увеличению штата башни.
- На линии подачи кордита увеличено количество пламенепроницаемых затворов и люков, что привело к замедлению цикла подачи. Путь прохождения кордитных зарядов к тому же был длиннее, поэтому время подачи кордита составляло 45—55 секунд (против 35—45 секунд при подаче снарядов).
- Диаметр роликового погона, поддерживающего вращающуюся часть, был уменьшен на 18 дюймов (457 мм), что в дальнейшем, скорее всего, послужило основной причиной увеличенного износа роликовых путей. Также в конструкции башен для «G-3» присутствовали вертикальные ролики, которые были установлены на башнях «Роднея» и «Нельсона» для уменьшения износа путей роликов.
- Для уменьшения веса башни часть стальных конструкций была заменена на конструкции из лёгких, но и более хрупких сплавов. Ряд механизмов также был заменён на более лёгкие (но и менее надёжные).

### Описание процесса подачи боеприпаса
Снаряды в погребах хранились уложенными горизонтально на стеллажи. Сами снарядные погреба располагались вокруг помещения, называемого «снарядное перегрузочное отделение». Снаряды с помощью захватов поднимались со стеллажей и по системе подвесных рельсов перемещались к лотку с двумя желобами. Лоток стоял у стенки перегрузочного отделения и мог перемещаться так, что любой из желобов мог быть установлен между лючком в перегрузочное отделение и досылателем. При перемещении снаряда в перегрузочное отделение открывался водонепроницаемый лючок. Досылатель проталкивал снаряд с лотка на поворотный лоток в перегрузочном отделении. После возврата досылателя в исходное положение водонепроницаемый лючок закрывался. Пока один из снарядов перемещался с лотка в перегрузочное отделение, второй жёлоб лотка мог использоваться для загрузки снарядов из погреба.
Внутри снарядного перегрузочного отделения была расположена вращающаяся подачная труба. С ней соединялись два зубчатых кольца, которые перемещались в противоположных направлениях и имели собственные приводы. По кольцам перемещались четыре снарядных тележки, расположенных через каждые 90°. Когда три снаряда из разных снарядных погребов устанавливались на поворотные лотки, тележки, вращаясь вокруг подачной трубы, устанавливались в положение «к кораблю» и блокировались. Все три поворотных лотка проворачивались, устанавливая снаряды вдоль желобов на тележках. Встроенный толкатель перемещал снаряд с лотка на тележку. После этого вращающееся зубчатое кольцо соединялось с тележками посредством сложной системы приводов и муфт. Три тележки с помощью зубчатого привода поворачивались на 90°, устанавливая снаряды в вертикальное положение. Затем тележки разблокировались, соединялись с поперечным приводом  и перемещались вокруг подачной трубы, устанавливаясь напротив подъёмников к орудиям. Три индивидуальных подъёмника к каждому орудию располагались по окружности, через 90°. Таким образом, одна из четырёх тележек не использовалась и обычно стояла в вертикальном положении. Она могла использоваться в качестве запасной при поломке одной из тележек. Привод тележек был общим, и им можно было управлять с любого из четырёх пультов, рычаги которых были механически связаны.
В первоначальном проекте тележки могли перемещаться независимо, но в окончательной конструкции они были связаны и перемещались только вместе. Это было определённым недостатком: для 381-мм башни любое из орудий могло заряжаться, в то время как другое наводилось на цель, на «Нельсоне» же орудия могли заряжаться только одновременно. После перемещения тележек к элеваторам зубчатое кольцо блокировалось в положении «к башне», и дальше тележки вращались вместе с башней. Теперь тележки были готовы с помощью встроенного досылателя подать снаряд в элеватор. Для предотвращения сбоев при подаче был применён ряд механических блокировок. Так, нельзя было снять блокировку «к кораблю», пока все тележки не займут вертикальное положение, а досылатель на тележке нельзя было включить, пока она не присоединена к подачной трубе.
Между тележкой и элеватором находился цилиндрический барабан, так называемый «ящик» (англ. scuttle). Этот «ящик» был похож на барабан револьвера, с местом под два снаряда. В барабане снаряды располагались с краю, на диаметрально противоположных сторонах. Барабан должен был быть заблокирован, перед тем как досылателем с тележки в него подавался снаряд. После помещения в барабан снаряда он поворачивался на пол-оборота, перемещая снаряд к нижней части трубы элеватора. Одновременно пустое гнездо в барабане разворачивалось к тележкам и было готово для зарядки в него следующего снаряда.
Привод барабана был проблемным местом, и отмечались постоянные проблемы с правильным позиционированием барабана. В конце концов в 1936 году автоматическое управление было демонтировано, и барабаны были оснащены ручным управлением. При этом для управления каждым из трёх барабанов пришлось добавить по одному члену экипажа. Снаряд подавался в боевое отделение с помощью толкателя с захватом в виде храпового механизма. Как только все снаряды были поданы в элеваторы, тележки разблокировались и возвращались к ближайшим поворотным лоткам. Процесс повторялся, пока все три элеватора не были заполнены снарядами. В каждом элеваторе вертикально могло помещаться четыре снаряда, при этом первый находился на уровне боевого отделения. В общей сложности в элеваторах могло находиться до 12 тонн снарядов.
В зарядном перегрузочном отделении шесть частей зарядов укладывались рядами по три в зарядный бункер. После этого заряды проталкивались в двухканальную канистру. Тросовым подъёмником канистра поднималась в вертикальное положение и затем одним движением поднималась в боевое отделение. Здесь канистра с зарядами вместе со снарядом находилась в ожидании к погрузке в камору.
|  |  |  |  |

Работа с боеприпасами в боевом отделении
В целом загрузка боеприпасов в орудия была идентична для всех трёх орудий в башне. Единственная разница была в том, что затвор левого орудия открывался влево, а затворы центрального и правого орудий открывались вправо. Загрузка от этого особо не менялась, но расположение выходов элеваторов было асимметричным. В США использовалось открытие затвора не вбок, а вниз, поэтому все три орудия были одинаковыми.
Орудийный расчёт состоял из трёх человек. Командир расчёта работал с рычагами управления загрузкой боеприпаса и системой продувки каморы от остатков сгоревших картузов. № 2 в расчёте управлял электрической цепью стрельбы и системой продувки ствола от продуктов сгорания (эжекции) при открытии затвора. № 3 работал со снарядным и зарядным элеваторами. Наличие снаряда в верхней части элеватора он наблюдал непосредственно, а готовность к погрузке зарядов контролировалась с помощью пластины механического телеграфа, которая показывала надпись «Лоток загружен» (англ. Cage Loaded), когда заряды были готовы к подъёму.
Первым приступал к работе командир расчёта. Он ставил рычаг в положение «запереть затвор» (Lock Slide). Орудие приводилось в положение для зарядки — к углу возвышения в 3° — и блокировалось специальными зажимами. Тот же рычаг сдвигался вбок в положение «Наклонить лоток» ('Tilt Tray'). При этом автоматически открывался затвор.
В верхней части снарядного элеватора находился лоток, который отклонялся вместе со снарядом в положение с наклоном в 3°. Канистра с зарядами, прикреплённая к зубчатому колесу, проворачивалась на угол в те же 3°. В этот момент канистра ещё находилась по другую сторону от затвора. Когда лоток со снарядом опускался в положение для зарядки, поперечный привод придвигал канистру к снарядному лотку.
Командир расчёта устанавливал второй рычаг в положение «задвинуть снаряд». Цепным семисекционным прибойником снаряд загонялся в камору, врезаясь ведущими поясками в начало нарезов. Прибойник возвращался в исходное положение. Блок с зарядами сдвигался поперечным механизмом подачи на один шаг, и первые три части зарядов оказывались у входа в камору.
Тот же рычаг командир расчёта устанавливал в положение «задвинуть кордит». Прибойник опять выдвигался, но его перемещение было автоматически ограничено, так как кордит нужно было задвигать на меньшее расстояние. При возврате прибойника в исходное положение привод сдвигал канистру и снарядный лоток ещё на один шаг. Вторая тройка зарядов устанавливалась в положение для зарядки. Прибойник задвигал их в камору, сдвигая при этом и первую тройку зарядов. Затем производились обратные перемещения — снарядный лоток возвращался в вертикальное положение, канистра из-под зарядов проворачивалась и возвращалась в элеватор. Затвор закрывался, и вставлялась запальная трубка. Орудие разблокировалось, и управление подъёмом ствола передавалось наводчику. № 3 расчёта опускал зарядную канистру вниз в перегрузочное отделение для зарядки и поднимал из элеватора следующий снаряд.
В задних углах боевого отделения находились площадки для резервного хранения снарядов. Рядом с ними находились вращающиеся краны, с помощью которых снаряды через специальные люки могли быть спущены обратно в снарядное перегрузочное отделение. Так как штатная система подачи снарядов не имела обратного хода, эти площадки использовались при смене типа боеприпаса — например, с бронебойных на фугасные. Снаряды с элеваторов у боковых орудий снимались непосредственно кранами, но до центрального орудия краны не дотягивались, и для снятия снаряда с центрального элеватора существовала специальная система строп.

## Приборы управления артиллерийским огнём
На британских линкорах применялась централизованная система управления стрельбой. Для управления стрельбой главного калибра на линкорах типа «Нельсон» были предназначены два командно-дальномерных поста (КДП) в носовой и кормовой частях с 4,57-метровыми дальномерами. Вращающаяся часть КДП была защищена от осколков 25—50-мм бронёй и имела массу 24,4 тонны. КДП имели гидравлический привод с насосом, приводимым в действие электромотором и обеспечивавшим скорость вращения 9 градусов в секунду. Имелся также резервный командный пост над боевой рубкой, защищённый 127-мм бронёй. На линкоре «Нельсон» он был демонтирован в 1944—1945 годах.
Центральный артиллерийский пост (ЦАП) оснащался системой контроля и управления стрельбой и передачи данных адмиралтейского типа (модификация прибора Дрейерa). ЦАП обеспечивал связь между КДП и орудиями и переключение управления между КДП. Кроме этого, каждая башня оснащалась дальномером с 12,5-метровой базой. В течение Второй мировой войны были установлены артиллерийские радары Type 284. Антенна радара размещалась на крыше КДП. Прототип радара испытывался на «Нельсоне». Он работал в L-диапазоне (длина волны 50 см) и имел дальность обнаружения до 22 км (24 000 ярдов). Первый серийный радар был установлен на линкоре «Кинг Джордж V» и использовался им в бою против немецкого линкора «Бисмарк».

## Характеристики и свойства боеприпасов

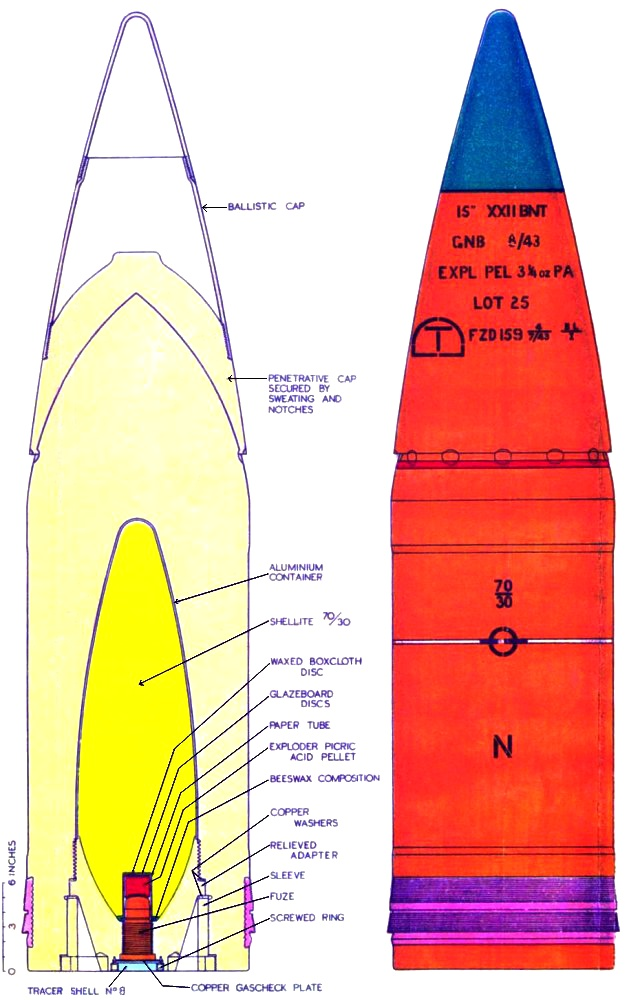
Британский 381-мм бронебойный снаряд, конструктивно подобный 406-мм снаряду

Выстрел 406-мм орудия Mk I раздельный. Применялись бронебойные и фугасные снаряды. Заряд кордита картузного типа состоял из 6 частей.
Первоначально заряд имел массу 238 кг, однако для уменьшения проблемы износа ствола она была уменьшена до 224,5 кг. Заряд из модифицированного кордита MD45 состоял из 65 % нитроцеллюлозы (13,1 % азота), 30 % нитроглицерина и 5 % жидкого парафина (вазелина). Индекс 45 означает, что использовались пучки пороха диаметром 45×0,01 = 0,45 дюйма или 11,43 мм. После 1930 года использовался заряд SC280 массой 224,5 кг. Кордит SC (англ. Solventless Cordite или Solventless Carbamite) состоял из 49,5 % нитроцеллюлозы (12,2 % азота), 41,5 % нитроглицерина и 9 % карбамида. Индекс 280 означал использование пучков пороха диаметром 280×0,001 = 0,28 дюйма или 7,112 мм. Все заряды состояли из 6 частей кордита. Это позволяло использовать уменьшенный метательный заряд для практической стрельбы и обстрела берега.
Бронебойный снаряд (англ. APC — Armour-Piercing Capped или просто AP — Armour-Piercing) имел массу 929 кг. Состоял из баллистического наконечника, макаровского бронебойного колпачка, корпуса (стакана) и разрывного заряда со взрывателем. Баллистический наконечник имел радиус кривизны 6 калибров (англ. 6 c.r.h.) — 2436 мм. Снарядный стакан имел относительное удлинение (отношение длины носка к его диаметру) 1,4. В разрывном заряде вместо традиционного для британских снарядов шеллита был применён 25,4-кг (51,2-фунтовый) заряд тринитротолуола.
Для устранения проблем с биением короткого снаряда в канале ствола был предложен снаряд массой 1021  кг (2250 фунтов). Заряд в 229,5 кг кордита марки «SC381» должен был обеспечивать ему начальную скорость 785 м/с и достижение дальности стрельбы 37 030 м при угле возвышения 40°. Однако из-за финансовых трудностей в начале 1930-х годов это предложение не было реализовано.
В конце 1942 — начале 1943 года был внедрён модифицированный снаряд (так называемый «K-shell»). Для различения всплесков от снарядов при групповой стрельбе кораблей в него был добавлен контейнер с краской, подкрашивающей всплеск. Контейнер вместе с краской и собственным взрывателем располагался под баллистическим колпачком. Масса снаряда при этом возросла до 934,1 кг. Снаряды «Роднея» оснащались красным красителем, снаряды «Нельсона» красителя не имели. Стоимость трёхорудийного залпа в 1937 году составляла 700 фунтов стерлингов.
| Характеристики 406-мм снарядов                           | Характеристики 406-мм снарядов | Характеристики 406-мм снарядов |
| -------------------------------------------------------- | ------------------------------ | ------------------------------ |
| Характеристика                                           | бронебойный Mark IB            | фугасный                       |
| Масса, кг                                                | 929                            | 929                            |
| Масса заряда, кг                                         | 23,2 TNT                       | н/д                            |
| Длина, мм                                                | 1682                           | 1929                           |
| Начальная скорость, м/с (новое орудие без износа ствола) |                                |                                |
| Нарезка Mk I                                             | 788                            | 788                            |
| Нарезка Mk II                                            | 797                            | 797                            |
| Давление в канале ствола, кг/см²                         |                                |                                |
| Нарезка Mk I                                             | 3150                           | 3150                           |
| Нарезка Mk II                                            | 3355                           | 3355                           |

При вводе в строй боезапас линкоров состоял только из одного типа снаряда — бронебойного. По проекту боезапас должен был составлять 95 бронебойных и 10 учебных снарядов на ствол. Боезапас в мирное время составлял 80 снарядов на ствол. В военное время максимальный боезапас составлял 100 бронебойных снарядов и 10 учебных. По проекту для «G3» боезапас на ствол должен был составлять 80 бронебойных, 20 СРС (полубронебойных с наконечником), 6 шрапнельных, 10 учебных снарядов и 100 зарядов к ним. С середины 1943 года в штатную укладку стали входить фугасные снаряды, и с этого момента боезапас составлял 95 бронебойных и 5 фугасных снарядов.
Фугасный снаряд первоначально имел взрыватель, расположенный под баллистическим колпачком, однако такая конструкция оказалась неудачной и приводила к частым неразрывам снарядов. Все снаряды этого типа были изъяты из эксплуатации в 1943 году после бомбардировки «Роднеем» французской береговой батареи возле Орана при высадке союзников в Северной Африке. Более поздний снаряд получил взрыватель на носке снаряда и новый баллистический наконечник.
| Таблица стрельбы и бронепробиваемости для бронебойного снаряда массой 929 кг с начальной скоростью 770 м/с | Таблица стрельбы и бронепробиваемости для бронебойного снаряда массой 929 кг с начальной скоростью 770 м/с | Таблица стрельбы и бронепробиваемости для бронебойного снаряда массой 929 кг с начальной скоростью 770 м/с | Таблица стрельбы и бронепробиваемости для бронебойного снаряда массой 929 кг с начальной скоростью 770 м/с | Таблица стрельбы и бронепробиваемости для бронебойного снаряда массой 929 кг с начальной скоростью 770 м/с | Таблица стрельбы и бронепробиваемости для бронебойного снаряда массой 929 кг с начальной скоростью 770 м/с | Таблица стрельбы и бронепробиваемости для бронебойного снаряда массой 929 кг с начальной скоростью 770 м/с | Таблица стрельбы и бронепробиваемости для бронебойного снаряда массой 929 кг с начальной скоростью 770 м/с | Таблица стрельбы и бронепробиваемости для бронебойного снаряда массой 929 кг с начальной скоростью 770 м/с | Таблица стрельбы и бронепробиваемости для бронебойного снаряда массой 929 кг с начальной скоростью 770 м/с |
| Угол подъёма орудия                                                                                        | Дальность                                                                                                  | Дальность                                                                                                  | Время полёта, с                                                                                            | Скорость падения, м/с                                                                                      | Скорость падения, м/с                                                                                      | Угол падения                                                                                               | Бронепробиваемость, мм                                                                                     | Бронепробиваемость, мм                                                                                     | |
| | м | ярдов | Время полёта, с                                                                                            | м/с | футов/с | Угол падения                                                                                               | борт | палуба | |
| --- | --- | --- | --- | --- | --- | --- | --- | --- | --- |
| 2,3° | 4570 | 5000 | 6,32 | 685 | 2248 | 2,5° | | | |
| 5,1° | 9140 | 10 000 | 13,42 | 608 | 1996 | 5,9° | | | |
| 8,5° | 13 720 | 15 000 | 21 | 542 | 1778 | 10,2° | 366 | 50 | |
| 12,5° | 18 290 | 20 000 | 31,05 | 490 | 1606 | 16,5° | 310 | 72 | |
| 17,5° | 22 860 | 25 000 | 41,87 | 453 | 1486 | 24,6° | 261 | 99 | |
| 23,7° | 27 430 | 30 000 | 54,65 | 436 | 1431 | 33,5° | 224 | 130 | |
| 32,4° | 32 000 | 35 000 | 70,95 | 443 | 1453 | 43,7° | 193 | 165 | |
| 39,2° | 34 290 | 37 500 | 82,84 | 458 | 1503 | 50,5° | | | |
| 40° | 34 750 | 38 000 | | — | — | — | — | — | |

## Проблемы при эксплуатации
В июле 1927 года на «Роднее» во время инспекции был обнаружен повышенный износ дорожек башенных катков. Позднее аналогичная проблема была обнаружена и на «Нельсоне». Проблема заключалась в том, что вес башни превысил расчётный, и при вращении башни возникало повышенное давление на погон, что особенно резко проявлялось на волнении. Первым шагом в борьбе с этой проблемой стало ограничение скорости вращения башен. Решено было добавить специальный вертикальный погон с креплением катков на вращающейся части башни (такой погон был в первоначальном проекте башен для «G3»). Установка катков заняла год — с августа 1928 года по октябрь 1929 года. Решение было удачным и позволило снять первоначальное ограничение на скорость вращения башни.
В мае 1934 года «Нельсон» впервые провёл длительную стрельбу главным калибром (было произведено 16 залпов). Был выявлен ряд проблем. При стрельбе из башен A и B прямо по носу повреждалось палубное оборудование и настил палубы, а в подпалубных помещениях невозможно было находиться. Подобные явления возникали и при стрельбе башни X на кормовых углах — повреждалась надстройка. В декабре 1934 года была даже созвана специальная конференция с участием учёных и специалистов учебного артиллерийского корабля HMS «Excellent». Было принято решение ограничить углы обстрела, а на надстройке установить специальные защитные щитки.

## Боевое применение

### Начало Второй мировой войны
С начала войны линкоры «Родней» и «Нельсон» осуществляли прикрытие своих лёгких сил и безуспешно пытались перехватить немецкие рейдеры. Мешала малая скорость и плохая видимость в условиях Атлантики. Удачные действия германских рейдеров по перехвату конвоев вынудили англичан использовать тяжёлые корабли, в том числе линкоры типа «Нельсон», для защиты конвоев.
В мае 1941 года на просторы Атлантики начали прорыв немецкие линкор «Бисмарк» и крейсер «Принц Ойген». Во время боя в Датском проливе «Бисмарку» удалось потопить британский «Худ». Однако британский флот развернул широкомасштабную операцию по перехвату германских кораблей. Благодаря удачной атаке торпедоносцами с «Арк Ройала» «Бисмарк» не смог уйти от преследователей во Францию. Для перехвата повреждённого германского линкора использовали и «Родней», находившийся в это время в охранении идущего в США конвоя.

### Охота на «Бисмарка»

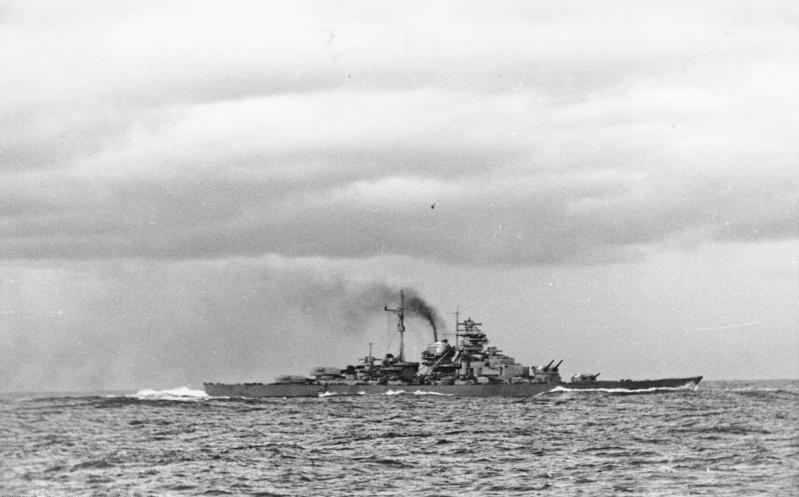
Линкор «Бисмарк» во время боя в Датском проливе при прорыве в Атлантику, 24 мая 1941 года

Днём 26 мая 1941 года, когда линкор «Родней» шёл в составе дальнего сопровождения конвоя, направлявшегося в США, он получил приказ адмирала Тови присоединиться к линкору «Кинг Джордж V» и принять участие в операции по уничтожению немецкого линкора «Бисмарк». К этому времени «Бисмарк» имел повреждения, полученные в бою в Датском проливе, и заклиненные рули после попадания авиационной торпеды с самолётов авианосца «Арк Ройал». Корабль управлялся только с помощью машин и мог идти 7-узловым ходом против волны в северо-западном направлении.
«Родней» присоединился к «Кинг Джордж V» вечером 26 мая, и корабли на полных парах (насколько это позволяли сделать изношенные машины «Роднея» — спеша на встречу с «Кинг Джордж V», он лишь иногда мог развить максимальный ход в 21 узел) направились навстречу «Бисмарку». Утром 27 мая, в 7:53 с крейсера «Норфолк» поступило сообщение об обнаружении «Бисмарка». Он шёл навстречу английским кораблям. С северо-востока дул шестибалльный ветер, но видимость была отличной. Английским кораблям мог помешать дым из собственных труб, но зато «Бисмарк» не мог воспользоваться дымзавесой.
В 7:08 английский адмирал Тови, державший флаг на «Кинг Джордже V», передал распоряжение на «Родней», что тот может действовать самостоятельно. Английские корабли шли в разомкнутом строю, на расстоянии 8 кабельтовых. В 8:43 немецкий линкор был обнаружен с «Роднея» справа по носу на курсе 115 градусов, на дистанции порядка 12 морских миль (22,5 км). Корабли открыли огонь практически одновременно. В 8:47 «Родней» открыл огонь из двух передних башен на расстоянии порядка 11,5 миль (21,56 км). Через минуту к нему присоединился «Кинг Джордж V», а в 8:49 ответный огонь двумя носовыми башнями открыл «Бисмарк». Немецкий линкор выбрал в качестве цели «Родней» и добился накрытия вторым залпом — один из снарядов лёг на расстоянии 20 метров от борта британского линкора. «Родней» немедленно предпринял манёвр уклонения, и последующие залпы немецкого линкора дали большой перелёт, затем недолёт и несколько последующих перелётов.
Огонь британских линкоров был не менее точным. В 8:50 «Родней» третьим залпом накрыл «Бисмарк», добившись попадания одним снарядом. В 8:57 406-мм снаряд с «Роднея» вывел из строя башню «Anton». К 9:00 дистанция боя сократилась до 80 кабельтовых (14,85 км). К этому времени к обстрелу немецкого линкора подключились английские крейсера «Норфолк» (в 8:54) и «Дорсетшир» (около 9:04). В 9:03 «Кинг Джордж V» довернул вправо, и вскоре за ним последовал «Родней». В это же время в 9:02—9:03 снаряд попал «Бисмарку» в башню «Bruno», пробив броню и снеся за борт кормовую стенку башни. Практически одновременно снарядом с одного из британских крейсеров был выведен из строя центральный пост управления огнём, находившийся на передней мачте. Тем же снарядом было убито или ранено большинство членов штаба Лютьенса. Через 10 минут был выведен из строя носовой пост управления огнём, а ещё через 6 минут (в 9:13) — кормовой. «Бисмарк» в результате остался без централизованной системы управления огнём. К 9:15 «Родней» дал 37 залпов, добившись примерно 6 попаданий. «Кинг Джордж» за это время сделал около 30 залпов, дав 6—7 накрытий.
К этому времени корабли разминулись, и в 9:16 «Родней» развернулся и лёг на обратный курс на север, идя примерно в 45 кабельтовых (8,43 км) от «Бисмарка». Адмирал Тови, по всей видимости, решил поберечь «Кинг Джордж» и развернул его 10 минутами позже, на расстоянии примерно 60 кабельтовых (11,25 км) от «Бисмарка». В течение 5 минут, с 9:15 до 9:20, «Бисмарк» кормовыми башнями вёл огонь по «Кинг Джорджу», но потом опять перенёс огонь на «Родней». В 9:20 на «Бисмарке» замолчала башня «Dora». К этому моменту эффективность огня с «Кинг Джорджа» заметно снизилась, поскольку на 30 минут вышла из строя носовая четырёхорудийная башня. Основную роль продолжил играть «Родней». В 9:30 замолчала последняя башня «Бисмарка» — «Caesar». «Родней» развернулся вправо и пересёк курс «Бисмарка» на расстоянии порядка 15—20 кабельтовых (2,8—3,75 км), продолжая осыпать его снарядами. К 9:40 на «Бисмарке» прекратился огонь как главного, так и среднего калибра. К 10:00 «Кинг Джордж» подошёл на 15 кабельтовых (2,8 км) и сделал по «Бисмарку» 8 залпов прямой наводкой. В финальной части боя огонь британских кораблей был малоэффективен, поскольку 320-мм главный пояс «Бисмарка» и 110-мм скос палубы были эквивалентны 600—700 мм, и вероятность его пробития под углом, значительно отличающимся от 90 градусов, была мала. К тому же при стрельбе прямой наводкой снаряды попадали в надводную часть корпуса, и «Бисмарк» плохо набирал воду. Запас топлива на британских линкорах к этому времени был катастрофически мал, поэтому Тови в 10:15 отдал приказ прекратить огонь и следовать курсом на базу, оставив право добить горящий и потерявший ход «Бисмарк» крейсерам и эсминцам. После попадания трёх торпед с «Дорсетшира» на «Бисмарке» сдетонировал кормовой боезапас, линкор погрузился кормой в воду и, перевернувшись вверх дном, в 10:39 ушёл под воду, затонув в точке 48°10′ с. ш. 16°12′ з. д., в 400 милях от берега Франции.
В первый час финального боя против «Бисмарка» «Родней» вёл стрельбу, эквивалентную 1,5 залпам в минуту. На протяжении всего боя скорострельность составила 1,6 выстрела в минуту при стрельбе полузалпами (в двух полузалпах соответственно по 4 и 5 орудий) и 1,1 выстрела в минуту при стрельбе полным бортом в конце битвы. При этом огневая производительность составила для полузалповой стрельбы 77 % и для полнозалповой 62 % от положенной. Такие значения огневой производительности были вызваны техническими проблемами.
Отмечались незначительные проблемы, связанные с механическими отказами и ошибками при подаче боезарядов. Наибольшие проблемы были с башней «A». Правое орудие пропустило 11-й залп из-за проблем с механизмом запирания затвора, а затем, после 65-го залпа, в толкателе-подъёмнике заклинило снаряд, и орудие больше не стреляло. Эта поломка была устранена только через 12 часов после окончания боя. В дополнение среднее орудие этой башни пропустило 2 залпа из-за задержек при подаче и пропустило все залпы с 64-го по 88-й из-за механических повреждений. Левое орудие пропустило 10 залпов и не стреляло после 97-го залпа из-за технических проблем. Среднее орудие башни «B» пропустило 4-й залп из-за осечки и пропустило 5 или 6 залпов в последние 7 минут боя. Левое орудие башни «B» пропустило несколько залпов в результате ошибок при подаче. На башне «X» было отмечено лишь два заедания, что вызвало незначительные задержки в стрельбе.
Основную роль в потоплении «Бисмарка» сыграла артиллерия «Роднея», которая, несмотря на некоторые неполадки, показала себя гораздо надёжнее 356-мм орудий новейшего линкора «Кинг Джордж V», на котором какое-то время могла стрелять только носовая двухорудийная башня. За полчаса подавив сопротивление новейшего германского линкора, британские корабли с лихвой расплатились за гибель «Худа» в Датском проливе.
| Данные по орудиям линкора «Родней» во время охоты за «Бисмарком» с 4 по 30 мая 1941 года | Данные по орудиям линкора «Родней» во время охоты за «Бисмарком» с 4 по 30 мая 1941 года | Данные по орудиям линкора «Родней» во время охоты за «Бисмарком» с 4 по 30 мая 1941 года | Данные по орудиям линкора «Родней» во время охоты за «Бисмарком» с 4 по 30 мая 1941 года | Данные по орудиям линкора «Родней» во время охоты за «Бисмарком» с 4 по 30 мая 1941 года | Данные по орудиям линкора «Родней» во время охоты за «Бисмарком» с 4 по 30 мая 1941 года | Данные по орудиям линкора «Родней» во время охоты за «Бисмарком» с 4 по 30 мая 1941 года | Данные по орудиям линкора «Родней» во время охоты за «Бисмарком» с 4 по 30 мая 1941 года | Данные по орудиям линкора «Родней» во время охоты за «Бисмарком» с 4 по 30 мая 1941 года | Данные по орудиям линкора «Родней» во время охоты за «Бисмарком» с 4 по 30 мая 1941 года |
| Орудие / башня                                                                           | Заводской №                                                                              | Тип нарезки                                                                              | ЭПЗ 4 мая 1941                                                                           | Износ                                                                                    | Износ                                                                                    | ЭПЗ 30 мая 1941                                                                          | Износ                                                                                    | Износ                                                                                    | Выстрелов 4—30 мая 1941                                                                  |
| Орудие / башня                                                                           | Заводской №                                                                              | Тип нарезки                                                                              | ЭПЗ 4 мая 1941                                                                           | мм                                                                                       | дюймы                                                                                    | ЭПЗ 30 мая 1941                                                                          | мм                                                                                       | дюймы                                                                                    | Выстрелов 4—30 мая 1941                                                                  |
| ---------------------------------------------------------------------------------------- | ---------------------------------------------------------------------------------------- | ---------------------------------------------------------------------------------------- | ---------------------------------------------------------------------------------------- | ---------------------------------------------------------------------------------------- | ---------------------------------------------------------------------------------------- | ---------------------------------------------------------------------------------------- | ---------------------------------------------------------------------------------------- | ---------------------------------------------------------------------------------------- | ---------------------------------------------------------------------------------------- |
| Левое, башня A                                                                           | 12                                                                                       | Mk I                                                                                     | 129 8/16                                                                                 | 10,6                                                                                     | 0,4175                                                                                   | 165 8/16                                                                                 | 11,3                                                                                     | 0,445                                                                                    | 36                                                                                       |
| Среднее, башня A                                                                         | 14                                                                                       | Mk I                                                                                     | 118 2/16                                                                                 | 10,0                                                                                     | 0,3935                                                                                   | 168 2/16                                                                                 | 11,3                                                                                     | 0,445                                                                                    | 50                                                                                       |
| Правое, башня A                                                                          | 16                                                                                       | Mk I                                                                                     | 127 10/16                                                                                | 10,8                                                                                     | 0,424                                                                                    | 149 10/16                                                                                | 11,1                                                                                     | 0,436                                                                                    | 22                                                                                       |
| Левое, башня B                                                                           | 1                                                                                        | Mk II                                                                                    | 25                                                                                       | 2,7                                                                                      | 0,1075                                                                                   | 70                                                                                       | 6,4                                                                                      | 0,25                                                                                     | 45                                                                                       |
| Среднее, башня B                                                                         | 23                                                                                       | Mk I                                                                                     | 20 10/16                                                                                 | 2,9                                                                                      | 0,113                                                                                    | 67 10/16                                                                                 | 6,7                                                                                      | 0,2635                                                                                   | 47                                                                                       |
| Правое, башня B                                                                          | 25                                                                                       | Mk II                                                                                    | 17 4/16                                                                                  | 2,2                                                                                      | 0,085                                                                                    | 69 4/16                                                                                  | 6,5                                                                                      | 0,256                                                                                    | 52                                                                                       |
| Левое, башня X                                                                           | 28                                                                                       | Mk I                                                                                     | 41 12/16                                                                                 | 7,1                                                                                      | 0,2785                                                                                   | 85 12/16                                                                                 | 8,2                                                                                      | 0,321                                                                                    | 44                                                                                       |
| Среднее, башня X                                                                         | 21                                                                                       | Mk I                                                                                     | 30 12/16                                                                                 | 3,9                                                                                      | 0,1555                                                                                   | 72 12/16                                                                                 | 6,9                                                                                      | 0,27                                                                                     | 42                                                                                       |
| Правое, башня X                                                                          | 26                                                                                       | Mk I                                                                                     | 55                                                                                       | 8,9                                                                                      | 0,3515                                                                                   | 99                                                                                       | 8,9                                                                                      | 0,35                                                                                     | 44                                                                                       |

### Окончание войны

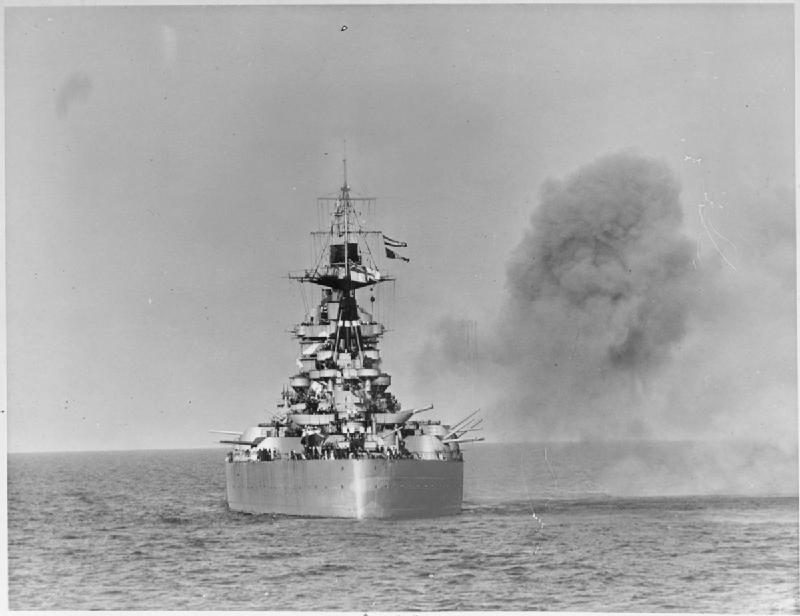
Линкор «Родней» ведёт обстрел береговых укреплений во время высадки в Нормандии, 7 июня 1944 года

Больше в течение войны 406-мм орудиям британских линкоров в артиллерийских дуэлях участвовать не довелось. Линкоры достаточно активно привлекались к сопровождению средиземноморских и североатлантических конвоев. Во время операции «Пьедестал» в августе 1942 года «Родней» даже вёл стрельбу главным калибром по торпедоносцам противника — всплески от его снарядов заставляли держаться противника на почтительном расстоянии.
Во второй половине войны линкоры стали привлекаться для артиллерийской поддержки десантов союзников. 8 ноября 1942 года «Родней» прикрывал высадку союзников в районе Орана и своим огнём подавил 240-мм береговую батарею французов, стреляя с расстояния около 17 миль (31,8 км). Затем оба линкора участвовали в поддержке десанта на Сицилии. 31 августа 1943 года они занимались обстрелом береговых батарей у Реджо-ди-Калабрия. С 9 по 15 сентября «Родней» и «Нельсон» в районе Салерно оказывали артиллерийскую поддержку десанту, высадившемуся на Сицилию. В 1944 году после подрыва на мине «Нельсон» отправился на ремонт в США, а «Родней» оказывал поддержку своим огнём войскам союзников во время Нормандской операции. К этому времени орудия линкора имели значительный износ и использовались только в случае крайней необходимости. «Родней» привлекался к обстрелу позиций немцев 8 и 18 июля 1944 года во время наступления на Кан. 12 августа 1944 года он своим огнём подавил береговую батарею на острове Олдерни, прикрывавшую Ла-Манш.
В августе — сентябре 1944 года «Родней» после ухода значительной части английского флота на Дальний Восток участвовал в сопровождении полярных конвоев YW-59 и RA-59A. После того как в ноябре английской авиацией был выведен из строя немецкий линкор «Тирпиц», необходимость в прикрытии конвоев тяжёлыми кораблями отпала, и из-за сильного износа машин и механизмов «Родней» в декабре 1944 был выведен в резерв и до конца войны простоял в Скапа-Флоу, прекратив свою боевую деятельность.
«Нельсон», вернувшийся в апреле 1945 года с ремонта в Филадельфии, присоединился к Ост-Индскому флоту и участвовал в обстреле японских береговых укреплений в Малайе. После окончания войны в феврале 1948 года «Нельсон» был выведен в резерв, а в марте 1948 года разоружён и отправлен на разделку на металл. Дальнейшая судьба 406-мм орудий неизвестна.

## Оценка проекта
| Характеристики главного калибра линкоров начального периода Второй мировой войны (1941 год) | Характеристики главного калибра линкоров начального периода Второй мировой войны (1941 год) | Характеристики главного калибра линкоров начального периода Второй мировой войны (1941 год) | Характеристики главного калибра линкоров начального периода Второй мировой войны (1941 год) | Характеристики главного калибра линкоров начального периода Второй мировой войны (1941 год) | Характеристики главного калибра линкоров начального периода Второй мировой войны (1941 год) | Характеристики главного калибра линкоров начального периода Второй мировой войны (1941 год) | Характеристики главного калибра линкоров начального периода Второй мировой войны (1941 год) | Характеристики главного калибра линкоров начального периода Второй мировой войны (1941 год) |
| Орудие                                                                                      | 15″/42 Mark I                                                                               | 16″/45 Mark I                                                                               | 14″/45 Mark VII                                                                             | 38 cm/52 SK C/34                                                                            | 380 мм/45 Model 1935                                                                        | 381 мм/50 Model 1934                                                                        | 16″/45 Mark 6                                                                               | 40 см/45 Type 03                                                                            |
| ------------------------------------------------------------------------------------------- | ------------------------------------------------------------------------------------------- | ------------------------------------------------------------------------------------------- | ------------------------------------------------------------------------------------------- | ------------------------------------------------------------------------------------------- | ------------------------------------------------------------------------------------------- | ------------------------------------------------------------------------------------------- | ------------------------------------------------------------------------------------------- | ------------------------------------------------------------------------------------------- |
| Страна                                                                                      | Великобритания                                                                              | Великобритания                                                                              | Великобритания                                                                              | Германия                                                                                    | Франция                                                                                     | Италия                                                                                      | США                                                                                         | Япония                                                                                      |
| Калибр, мм                                                                                  | 381                                                                                         | 406                                                                                         | 356                                                                                         | 380                                                                                         | 380                                                                                         | 381                                                                                         | 406                                                                                         | 410                                                                                         |
| Длина ствола, калибров                                                                      | 42                                                                                          | 45                                                                                          | 45                                                                                          | 52                                                                                          | 45                                                                                          | 50                                                                                          | 45                                                                                          | 45                                                                                          |
| Год разработки                                                                              | 1912                                                                                        | 1922                                                                                        | 1937                                                                                        | 1934                                                                                        | 1935                                                                                        | 1934                                                                                        | 1936                                                                                        | 1914                                                                                        |
| Год принятия на вооружение                                                                  | 1915                                                                                        | 1927                                                                                        | 1940                                                                                        | 1939                                                                                        | 1941                                                                                        | 1940                                                                                        | 1941                                                                                        | 1921                                                                                        |
| Корабль                                                                                     | «Худ»                                                                                       | «Нельсон»                                                                                   | «Кинг Джордж V»                                                                             | «Бисмарк»                                                                                   | «Ришельё»                                                                                   | «Литторио»                                                                                  | «Вашингтон»                                                                                 | «Нагато»                                                                                    |
| Масса ствола, т                                                                             | 101,6                                                                                       | 109,7                                                                                       | 80,25                                                                                       | 111                                                                                         | 94,13                                                                                       | 111,66                                                                                      | 97,23                                                                                       | 101,6                                                                                       |
| Тип скрепления ствола                                                                       | проволокой                                                                                  | проволокой                                                                                  | цилиндрами                                                                                  | цилиндрами                                                                                  | цилиндрами                                                                                  | цилиндрами                                                                                  | цилиндрами                                                                                  | проволокой                                                                                  |
| Живучесть ствола, выстрелов                                                                 | 335                                                                                         | 200—250                                                                                     | 340                                                                                         | 180—210                                                                                     | 200                                                                                         | 110—130                                                                                     | 395                                                                                         | 250—300                                                                                     |
| Масса бронебойного снаряда, кг                                                              | 879                                                                                         | 929                                                                                         | 721                                                                                         | 800                                                                                         | 890                                                                                         | 885                                                                                         | 1225                                                                                        | 1020                                                                                        |
| Начальная скорость снаряда, м/с                                                             | 732—785                                                                                     | 788—797                                                                                     | 757                                                                                         | 820                                                                                         | 830                                                                                         | 850                                                                                         | 701                                                                                         | 806                                                                                         |
| Максимальная дальность, км                                                                  | 33,38                                                                                       | 37,4—38,1                                                                                   | 35,26                                                                                       | 36,52                                                                                       | 41,7                                                                                        | 44,64                                                                                       | 33,74                                                                                       | 38,72                                                                                       |
| Бронепробиваемость (мм) на дальности (км)                                                   |                                                                                             |                                                                                             |                                                                                             |                                                                                             |                                                                                             |                                                                                             |                                                                                             |                                                                                             |
| борт (0 км)                                                                                 | 687                                                                                         |                                                                                             | 668                                                                                         |                                                                                             | 748                                                                                         | 814                                                                                         |                                                                                             |                                                                                             |
| борт (9,144 км)                                                                             | 422                                                                                         |                                                                                             | 396                                                                                         | 510 (на 10 км)                                                                              | 630 (на 10 км)                                                                              |                                                                                             | 597                                                                                         |                                                                                             |
| борт (13,716 км)                                                                            | 353                                                                                         | 366                                                                                         | 335                                                                                         |                                                                                             |                                                                                             |                                                                                             | 520                                                                                         |                                                                                             |
| палуба (22,86 км)                                                                           | 121                                                                                         | 99                                                                                          | 102                                                                                         | 104 (на 22 км)                                                                              | 105 (22)                                                                                    | 73 (на 18 км)                                                                               | 146                                                                                         |                                                                                             |
| палуба (27,43 км)                                                                           | 145                                                                                         | 130                                                                                         | 121                                                                                         | 126 (на 27 км)                                                                              | 138 (27)                                                                                    | 130 (на 28 км)                                                                              | 194                                                                                         |                                                                                             |

Оценка специалистами орудий 16″/45 Mark I и трёхорудийных башен Mark I достаточно сдержанная. Ими отмечается, что 15-дюймовые орудия Mark I обладают ненамного меньшей бронепробиваемостью при лучших параметрах скорострельности, надёжности, точности стрельбы и живучести ствола. Было признано, что выбор лёгкого снаряда с большой начальной скоростью, приведший к повышенному износу ствола и ухудшению показателей кучности, является ошибкой. Отмечалось, что уменьшению показателей кучности стрельбы также способствовало использование устаревшей технологии крепления ствола проволокой. К тому же при сравнении с японскими и американскими орудиями калибра 406 мм того времени английское орудие выглядело самым слабым по бронепробиваемости.
Несмотря на все свои недостатки, орудия 16″/45 Mark I были самыми мощными в британском флоте и по мощности не уступали орудиям, установленным на линкорах других европейских стран. Главный калибр линкора «Родней» хорошо себя зарекомендовал при потоплении «Бисмарка» и оказался более надёжным, чем более новые 356-мм орудия Mark VII линкора «Кинг Джордж V».
Недостатки данных орудий должны были быть устранены в конструкции 406-мм орудий Mark II (затем Mark IV) и их башен, разрабатываемых для линкоров типа «Лайон». Однако эти планы так и не были реализованы в связи с отменой постройки новых линкоров.
| Характеристики башен главного калибра линкоров начального периода Второй мировой войны (1941 год) | Характеристики башен главного калибра линкоров начального периода Второй мировой войны (1941 год) | Характеристики башен главного калибра линкоров начального периода Второй мировой войны (1941 год) | Характеристики башен главного калибра линкоров начального периода Второй мировой войны (1941 год) | Характеристики башен главного калибра линкоров начального периода Второй мировой войны (1941 год) | Характеристики башен главного калибра линкоров начального периода Второй мировой войны (1941 год) | Характеристики башен главного калибра линкоров начального периода Второй мировой войны (1941 год) | Характеристики башен главного калибра линкоров начального периода Второй мировой войны (1941 год) | Характеристики башен главного калибра линкоров начального периода Второй мировой войны (1941 год) |
| Орудие                                                                                            | 15″/42 Mark I                                                                                     | BL 16″/45 Mark I                                                                                  | 14″/45 Mark VII                                                                                   | 38 cm/52 SK C/34                                                                                  | 380 мм/45 Model 1935                                                                              | 381 мм/50 Model 1934                                                                              | 16″/45 Mark 6                                                                                     | 40 см/45 Type 03                                                                                  |
| ------------------------------------------------------------------------------------------------- | ------------------------------------------------------------------------------------------------- | ------------------------------------------------------------------------------------------------- | ------------------------------------------------------------------------------------------------- | ------------------------------------------------------------------------------------------------- | ------------------------------------------------------------------------------------------------- | ------------------------------------------------------------------------------------------------- | ------------------------------------------------------------------------------------------------- | ------------------------------------------------------------------------------------------------- |
| Страна                                                                                            | Великобритания                                                                                    | Великобритания                                                                                    | Великобритания                                                                                    | Германия                                                                                          | Франция                                                                                           | Италия                                                                                            | США                                                                                               | Япония                                                                                            |
| Корабль                                                                                           | «Худ»                                                                                             | «Нельсон»                                                                                         | «Кинг Джордж V»                                                                                   | «Бисмарк»                                                                                         | «Ришельё»                                                                                         | «Литторио»                                                                                        | «Вашингтон»                                                                                       | «Нагато»                                                                                          |
| Количество стволов                                                                                | 2                                                                                                 | 3                                                                                                 | 4                                                                                                 | 2                                                                                                 | 4                                                                                                 | 3                                                                                                 | 3                                                                                                 | 2                                                                                                 |
| Скорострельность на ствол, выстрелов/мин                                                          | 2                                                                                                 | 1,5                                                                                               | 2                                                                                                 | 2,3—3                                                                                             | 1,2—2,2                                                                                           | 1,3                                                                                               | 2                                                                                                 | 1,5—2,5                                                                                           |
| Угол возвышения стволов, °                                                                        | −3/+30                                                                                            | −3/+40                                                                                            | −3/+40                                                                                            | −5/+30                                                                                            | −5/+35                                                                                            | −5/+35                                                                                            | /+45                                                                                              | /+43                                                                                              |
| Масса вращающейся части, т                                                                        | 894                                                                                               | 1504                                                                                              | 1557                                                                                              | 1052                                                                                              | 2476                                                                                              | 1595                                                                                              | 1460                                                                                              | 1020                                                                                              |
| Скорость вращения горизонтальная, °/с                                                             | 2                                                                                                 | 4                                                                                                 | 2                                                                                                 | 5                                                                                                 | 5                                                                                                 | 6                                                                                                 | 4                                                                                                 | 3                                                                                                 |
| Скорость подъёма стволов, °/с                                                                     | 5                                                                                                 | 10                                                                                                | 8                                                                                                 | 6                                                                                                 | 5,5                                                                                               | 6                                                                                                 | 12                                                                                                | 5                                                                                                 |
| Внутренний диаметр барбета, м                                                                     | 9,3                                                                                               | 11,43                                                                                             | 12,19                                                                                             | 10                                                                                                | 13,3                                                                                              | 13,19                                                                                             | 11,35                                                                                             |                                                                                                   |
| Бронирование башен, мм                                                                            |                                                                                                   |                                                                                                   |                                                                                                   |                                                                                                   |                                                                                                   |                                                                                                   |                                                                                                   |                                                                                                   |
| Лоб                                                                                               | 381                                                                                               | 406                                                                                               | 324                                                                                               | 360                                                                                               | 430                                                                                               | 350                                                                                               | 406                                                                                               | 356                                                                                               |
| Борт                                                                                              | 305                                                                                               | 228                                                                                               | 224                                                                                               | 220                                                                                               | 300                                                                                               | 200                                                                                               | 249                                                                                               | 200                                                                                               |
| Крыша                                                                                             | 127                                                                                               | 184                                                                                               | 149                                                                                               | 130                                                                                               | 195                                                                                               | 200                                                                                               | 178                                                                                               | 270                                                                                               |
| Барбет                                                                                            | 305                                                                                               | 381                                                                                               | 305—343                                                                                           | 340                                                                                               | 405                                                                                               | 350                                                                                               | 373—406                                                                                           | 305                                                                                               |
| Бронирование корабля, мм                                                                          |                                                                                                   |                                                                                                   |                                                                                                   |                                                                                                   |                                                                                                   |                                                                                                   |                                                                                                   |                                                                                                   |
| Палуба                                                                                            | 51+76                                                                                             | 171                                                                                               | 136                                                                                               | 80+95                                                                                             | 170+40                                                                                            | 45+150                                                                                            | 37+140                                                                                            | 145                                                                                               |
| Борт                                                                                              | 305                                                                                               | 356                                                                                               | 381                                                                                               | 320                                                                                               | 330                                                                                               | 70+280                                                                                            | 305                                                                                               | 305                                                                                               |